# José Adolfo Valencia
José Adolfo Valencia Arrechea (Cali, 18 dicembre 1991) è un calciatore colombiano, attaccante del Patronato.

## Caratteristiche tecniche
Dotato di una buona velocità, è abile nel contropiede; la sua tecnica gli permette di mantenere il controllo del pallone anche se pressato. È anche forte nel colpo di testa.

## Carriera

### Club
Ha esordito nel 2009 con il Santa Fe.

### Nazionale
Nel 2011 viene convocato nell'Under-20 per prendere parte al campionato mondiale di calcio Under-20.